# Вольфганг Пауль (футболіст)
Вольфганг Пауль (нім. Wolfgang Paul, нар. 25 січня 1940, Ольсберг) — німецький футболіст, що грав на позиції захисника за клуб «Боруссія» (Дортмунд), у складі якої —  чемпіон Німеччини, володар Кубка Німеччини і Кубка Кубків УЄФА. 
У складі національної збірної Німеччини учасник чемпіонату світу 1966 року.

## Клубна кар'єра
У дорослому футболі дебютував 1961 року виступами за команду клубу «Боруссія» (Дортмунд), кольори якої і захищав протягом усієї своєї кар'єри гравця, що тривала одинадцять років. За цей час виборов титул чемпіона Німеччини, ставав володарем Кубка Німеччини і Кубка Кубків УЄФА.

## Виступи за збірну
Не маючи досвіду офіційних ігор у складі національної збірної Німеччини, був включений до її заявки на чемпіонат світу 1966 року, де німці здобули «срібло». Проте ані на турнірі, ані після нього Пауль у складі національної команди так й не дебютував.

## Титули і досягнення
- Чемпіон Німеччини (1):

«Боруссія» (Дортмунд):  1962-1963
- Володар Кубка Німеччини (1):

«Боруссія» (Дортмунд): 1965
- Володар Кубка Кубків УЄФА (1):

«Боруссія» (Дортмунд): 1965-1966
- Віце-чемпіон світу: 1966